# Dolores Bernis de Bermúdez
Dolores Bernis de Bermúdez (1843-1904) fou una arpista i compositora espanyola.
Va ser professora del Conservatori de Madrid (1883) i va pertànyer a l'orquestra Colonne de París.
A més d'un Mètode d'arpa, va compondre una melodia per a arpa titulada David cantando ante Saúl.